# Valdinei da Silva
Valdinei da Silva, född 29 mars 1972, är en friidrottare från Brasilien. Han deltog vid olympiska sommarspelen 1996.